# Rudolph Feilding, IX conte di Denbigh
Rudolph Robert Basil Aloysius Augustine Feilding, IX conte di Denbigh e VIII conte di Desmond (26 maggio 1859 – 25 novembre 1939), è stato un ufficiale inglese.

## Biografia
Era il figlio di Rudolph Feilding, VIII conte di Denbigh, e della sua seconda moglie, Mary Berkeley. Successe al padre come conte di Denbigh nel 1892.

## Carriera
Era un tenente d'artiglieria nella Battaglia di Tel el-Kebir. Ottenne il grado di capitano al servizio della Royal Horse Artillery. Raggiunse il grado di colonnello comandante (1893-1933). 
Ricoperì la carica di membro del Consiglio della contea di Londra (1896-1898), di Lord in Waiting (1897-1905), ricoprì la carica di giudice di pace per Warwickshire.
Ha ricoperto la carica di aiutante di campo di Giorgio V (1911-1926). Ha combattuto nella prima guerra mondiale ed è stato aiutante di campo del Lord luogotenente d'Irlanda. 
Nel mese di marzo 1902, lord Denbigh era a capo di una missione inviata dal governo britannico a congratularsi con Papa Leone XIII per la celebrazione del 25º anno del suo pontificato.

## Matrimoni

### Primo Matrimonio
Sposò, il 24 settembre 1884, Cecilia Mary Clifford (1860-8 dicembre 1919), figlia di Charles Clifford, VIII barone Clifford. Ebbero dieci figli:
- Rudolph Feilding, visconte Feilding (12 ottobre 1885-10 gennaio 1937);
- Hugh Cecil Robert Feilding (30 dicembre 1886-31 maggio 1916);
- Lady Mary Alice Clara Feilding (31 marzo 1888-7 marzo 1973), sposò Cecil Dormer, non ebbero figli;
- Lady Mary Evelyn Dorothie Feilding (6 ottobre 1889-24 ottobre 1935), sposò Charles O'Hara Moore, ebbero cinque figli;
- Lady Mary Agnes Mabel Feilding (13 settembre 1891-31 agosto 1938);
- Lady Marjorie Mary Winifrede Feilding (4 settembre 1892-?), sposò in prime nozze Edward Hanly, ebbero una figlia, e in seconde nozze Robert Heath;
- Henry Simon Feilding (29 giugno 1894-9 ottobre 1917);
- Lady Clare Mary Cecilia Feilding (23 novembre 1896-31 marzo 1966), sposò Joseph Smyth-Pigott, ebbero due figli;
- Lady Elizabeth Mary Feilding (22 agosto 1899-?), sposò Eric Sherbrooke Walker, non ebbero figli;
- Lady Victoria Mary Dolores Feilding (29 marzo 1901-?), sposò Walter Miles Fletcher, non ebbero figli.

### Secondo Matrimonio
Sposò, il 12 febbraio 1928, Kathleen Emmet (?-13 febbraio 1952), figlia di Thomas Emmet. Non ebbero figli.

## Morte
Morì il 25 novembre 1939, all'età di 80 anni.

## Ascendenza
|                                         |                 |                                           | Genitori                                   |  |  | Nonni |  |  | Bisnonni                            |  |  | Trisnonni                           |  |
|                                         |                 |                                           |                                            |  |  |       |  |  | William Feilding, visconte Feilding |  |  | Basil Feilding, VI conte di Denbigh |  |
|                                         |                 |                                           |                                            |  |  |       |  |  | William Feilding, visconte Feilding |  |  | Basil Feilding, VI conte di Denbigh |  |
|                                         |                 | Mary Cotton                               |                                            |  |  |       |  |  | William Feilding, visconte Feilding |  |  |                                     |  |
| William Feilding, VII conte di Denbigh  |                 |                                           |                                            |  |  |       |  |  | William Feilding, visconte Feilding |  |  |                                     |  |
|                                         |                 | Anne Catherine Powys                      | Thomas Jelf Powys                          |  |  |       |  |  |                                     |  |  |                                     |  |
|                                         |                 | Anne Catherine Powys                      | Thomas Jelf Powys                          |  |  |       |  |  |                                     |  |  |                                     |  |
|                                         |                 | Anne Catherine Powys                      | Anne Lissey Cooper                         |  |  |       |  |  |                                     |  |  |                                     |  |
| Rudolph Feilding, VIII conte di Denbigh |                 | Anne Catherine Powys                      |                                            |  |  |       |  |  |                                     |  |  |                                     |  |
|                                         |                 | Thomas Reynolds-Moreton, I conte di Ducie | Francis Reynolds-Moreton, III barone Ducie |  |  |       |  |  |                                     |  |  |                                     |  |
|                                         |                 | Thomas Reynolds-Moreton, I conte di Ducie | Francis Reynolds-Moreton, III barone Ducie |  |  |       |  |  |                                     |  |  |                                     |  |
|                                         |                 | Thomas Reynolds-Moreton, I conte di Ducie | Mary Provis                                |  |  |       |  |  |                                     |  |  |                                     |  |
| Mary Elizabeth Reynolds-Moreton         |                 | Thomas Reynolds-Moreton, I conte di Ducie |                                            |  |  |       |  |  |                                     |  |  |                                     |  |
|                                         |                 | Frances Herbert                           | Henry Herbert, I conte di Carnarvon        |  |  |       |  |  |                                     |  |  |                                     |  |
|                                         |                 | Frances Herbert                           | Henry Herbert, I conte di Carnarvon        |  |  |       |  |  |                                     |  |  |                                     |  |
|                                         |                 | Frances Herbert                           | Elizabeth Wyndham                          |  |  |       |  |  |                                     |  |  |                                     |  |
| Rudolph Feilding, IX conte di Denbigh   |                 | Frances Herbert                           |                                            |  |  |       |  |  |                                     |  |  |                                     |  |
|                                         | Robert Berkeley | John Berkeley                             |                                            |  |  |       |  |  |                                     |  |  |                                     |  |
|                                         | Robert Berkeley | John Berkeley                             |                                            |  |  |       |  |  |                                     |  |  |                                     |  |
|                                         | Robert Berkeley | Catherine Bodenham                        |                                            |  |  |       |  |  |                                     |  |  |                                     |  |
| Robert Berkeley                         | Robert Berkeley |                                           |                                            |  |  |       |  |  |                                     |  |  |                                     |  |
|                                         |                 | Appollonia Lee                            | Richard Lee                                |  |  |       |  |  |                                     |  |  |                                     |  |
|                                         |                 | Appollonia Lee                            | Richard Lee                                |  |  |       |  |  |                                     |  |  |                                     |  |
|                                         |                 | Appollonia Lee                            | Mary Jones                                 |  |  |       |  |  |                                     |  |  |                                     |  |
| Mary Berkeley                           |                 | Appollonia Lee                            |                                            |  |  |       |  |  |                                     |  |  |                                     |  |
|                                         |                 | Paul Benfield                             | John Benfield                              |  |  |       |  |  |                                     |  |  |                                     |  |
|                                         |                 | Paul Benfield                             | John Benfield                              |  |  |       |  |  |                                     |  |  |                                     |  |
|                                         |                 | Paul Benfield                             | Anne Cull                                  |  |  |       |  |  |                                     |  |  |                                     |  |
| Henrietta Sophia Benfield               |                 | Paul Benfield                             |                                            |  |  |       |  |  |                                     |  |  |                                     |  |
|                                         |                 | Mary Frances Swinburne                    | Henry Swinburne                            |  |  |       |  |  |                                     |  |  |                                     |  |
|                                         |                 | Mary Frances Swinburne                    | Henry Swinburne                            |  |  |       |  |  |                                     |  |  |                                     |  |
|                                         |                 | Mary Frances Swinburne                    | Martha Baker                               |  |  |       |  |  |                                     |  |  |                                     |  |
|                                         |                 | Mary Frances Swinburne                    |                                            |  |  |       |  |  |                                     |  |  |                                     |  |